# Jazevčí
Jazevčí je národní přírodní rezervace severovýchodně od obce Javorník v okrese Hodonín. Oblast spravuje AOPK ČR Správa CHKO Bílé Karpaty. Důvodem ochrany jsou přirozená luční společenstva bělokarpatských luk s hojným výskytem vstavačovitých rostlin a ochrana minerálních pramenů.